# Golo (Korsika)
Der Golo (korsisch: Golu) ist ein Fluss in Frankreich, der im Département Haute-Corse auf der Insel Korsika verläuft. Er entspringt im Regionalen Naturpark Korsika (Parc naturel régional de Corse), an der Süd-Flanke des Capu Tafunatu (2335 m), im Gemeindegebiet von Albertacce, entwässert generell in Richtung Nordost bis Ost und mündet nach rund 89 Kilometern an der Gemeindegrenze von Lucciana und Vescovato ins Tyrrhenische Meer.

## Verlauf
Zunächst durchquert der Fluss den Forêt de Valdu Niellu in der Region Niolu und bildet den Wasserfall Cascade de Radule. Dann bricht er mit enormen Gefälle in verschiedenen Schluchtabschnitten durch das korsische Gebirge. Dabei wird er mehrmals zur Energiegewinnung aufgestaut, unter anderem im Stausee von Calacuccia. Gleich unterhalb folgt die Schlucht Scala di Santa Regina. In seinem Mittel- und Unterlauf wird das Tal des Golo von der Nationalstraße 193 und der Bahnlinie von Bastia nach Ajaccio genutzt.

### Orte am Fluss
- Albertacce
- Calacuccia
- Francardo, Gemeinde Omessa
- Ponte Leccia, Gemeinde Morosaglia
- Barchetta, Gemeinde Volpajola
- Casamozza

## Geschichte
An der geschichtsträchtigen Ponte Novu, rund sechs Kilometer nordöstlich von Ponte Leccia, verloren Pasquale Paolis Truppen im Jahr 1769 eine entscheidende Schlacht gegen die französischen Truppen unter der Führung des Comte de Vaux, was die vierzehnjährige korsische Republik endgültig beendete. Die Brücke genuesischen Ursprungs wurde aber erst im Zweiten Weltkrieg von abrückenden deutschen Truppen zerstört. Der Fluss war Namensgeber für das gleichnamige, 1793–1811 bestehende historische französische Département, das ganz Nordkorsika umfasste.

## Tourismus
Der Golo gehört zu den meist befahrenen und schwierigsten Wildwasserflüssen Korsikas. Auch im Hochsommer wird einmal in der Woche so viel Wasser aus dem Calacuccia-Stausee abgelassen, dass selbst bei Niedrigstwasser Befahrungen möglich sind.